# James Arthur Peters
Pour les articles homonymes, voir James Peters et Peters.
 (janvier 2019).
Si vous disposez d'ouvrages ou d'articles de référence ou si vous connaissez des sites web de qualité traitant du thème abordé ici, merci de compléter l'article en donnant les références utiles à sa vérifiabilité et en les liant à la section « Notes et références ».
James Arthur Peters est un herpétologiste américain, né le 13 juillet 1922 à Durant en Iowa et mort le 18 décembre 1972 à Washington D.C..

## Biographie
Son père est médecin et le jeune James découvre la nature et plus particulièrement les serpents lorsque sa famille s’installe à Greenup, dans le sud de l’Illinois, grâce à un enfant du voisinage, Philip Wayne Smith (1921-1986), futur zoologiste. Il se passionne tant pour ces animaux qu’il participe à 17 ans à la première réunion de la Société des ichtyologistes et des herpétologistes américains.
Sa scolarité est interrompue par la Seconde Guerre mondiale qu’il passe comme radio dans l’armée de l’air en Asie du sud-est et en Afrique du Nord, ce qui lui permet d’étudier l’herpétofaune locale. Après guerre, il reprend ses études à l’université du Michigan où il obtient successivement son Bachelor of Sciences en 1948, son Master of Sciences en 1950 et son Ph. D. en 1952 ; sa thèse porte sur la sous-famille des Dipsadinae. Son travail de recherche est supervisé par Norman Edouard Hartweg (1904-1964).
Il commence à travailler à l’université Brown de Providence (1952-1958) puis à celle à Quito (1958-1959). Il commence alors à étudier la faune de l’Équateur. En 1959, il rejoint le San Fernando State College de Californie puis en 1964, devient conservateur assistant au National Museum of Natural History. Il prend la suite de Doris Mable Cochran (1898-1968) à la tête du département des reptiles et amphibiens à la mort de celle-ci. Il sera remplacé par George Robert Zug (1938-) après son décès prématuré à 50 ans.

## Liste partielle des publications
- Classic papers in genetics (Prentice-Hall, Englewood Cliffs, 1959).
- The snakes of Ecuador; check list and key (The Museum, Cambridge, 1960).
- The snakes of the subfamily dipsadinae (Museum of Zoology, University of Michigan, Ann Arbor, 1960).
- Dictionary of herpetology; a brief and meaningful definition of words and terms used in herpetology (Hafner, New York, 1964).
- Catalogue of the neotropical squamata (Smithsonian Institution Press, Washington D.C., 1986).